# عميكام
عميكام (بالعبرية עַמִּיקָם) هي مستوطنة زراعية إسرائيلية تقع قرب مدينة زخرون يعكوف. بلغ عدد سكانها 561 نسمة سنة 2006. تأسست المستوطنة في سنة 1950 على أراضي قرية صبارين العربية المهجّرة، على أيدي مهاجرين يهود من شمال أفريقيا ومن هاربين في منشوريا بالصين.